# Horizonklasse
De Horizonklasse is een klasse fregatten met luchtverdedigingssysteem die tussen 1992 en 2009 gezamenlijk door Frankrijk en Italië werd ontwikkeld. Oorspronkelijk nam ook het Verenigd Koninkrijk deel aan het project, maar dit land trok zich in 1999 terug omdat het andere vereisten had en ontwikkelde zelf de Daringklasse-torpedobootjager. Beide klassen zijn gebouwd rond het PAAMS-luchtverdedigingssysteem, dat eveneens in deze drie landen werd ontwikkeld.

## Bewapening
De Horizonklasse-fregatten zijn voorzien van een Sylver-VLS met 48 cellen voor Aster 15- en Aster 30-luchtdoelraketten. Dit is het wapen van het PAAMS-systeem, dat verder de EMPAR meerfunctie-fasegestuurde antenne-radar en een controlesysteem omvat. De Franse schepen zijn voorts uitgerust met Exocet-antischeepsraketten. De Italiaanse hebben hier Otomat Teseo-raketten in de plaats. Alle fregatten hebben wel 76 mm-kanonnen; de Franse twee en de Italiaanse drie. De Franse hebben nog twee stuks GIAT F2 20 mm-geschut, de Italiaanse twee stuks Oerlikon KBA 25 mm-geschut. De Franse schepen zijn ook uitgerust met zes Mistral-korte-afstandsluchtdoelraketten ter zelfverdediging.
De fregatten zijn voorzien van twee torpedobuizen voor de 323,7 mm Frans-Italiaanse MU90-torpedo tegen onderzeeërs met een maximaal bereik van 23 kilometer. Om de schepen zelf tegen torpedo's te beschermen, is er het SLAT-antitorpedosysteem, dat ook al het resultaat is van Frans-Italiaanse samenwerking. De klasse is voorzien op één helikopter. Hiervoor is aan het achtersteven een vliegdek met hangar voorzien. Deze helikopter kan onder meer worden ingezet voor onderzeebootbestrijding op lange afstand en SAR.

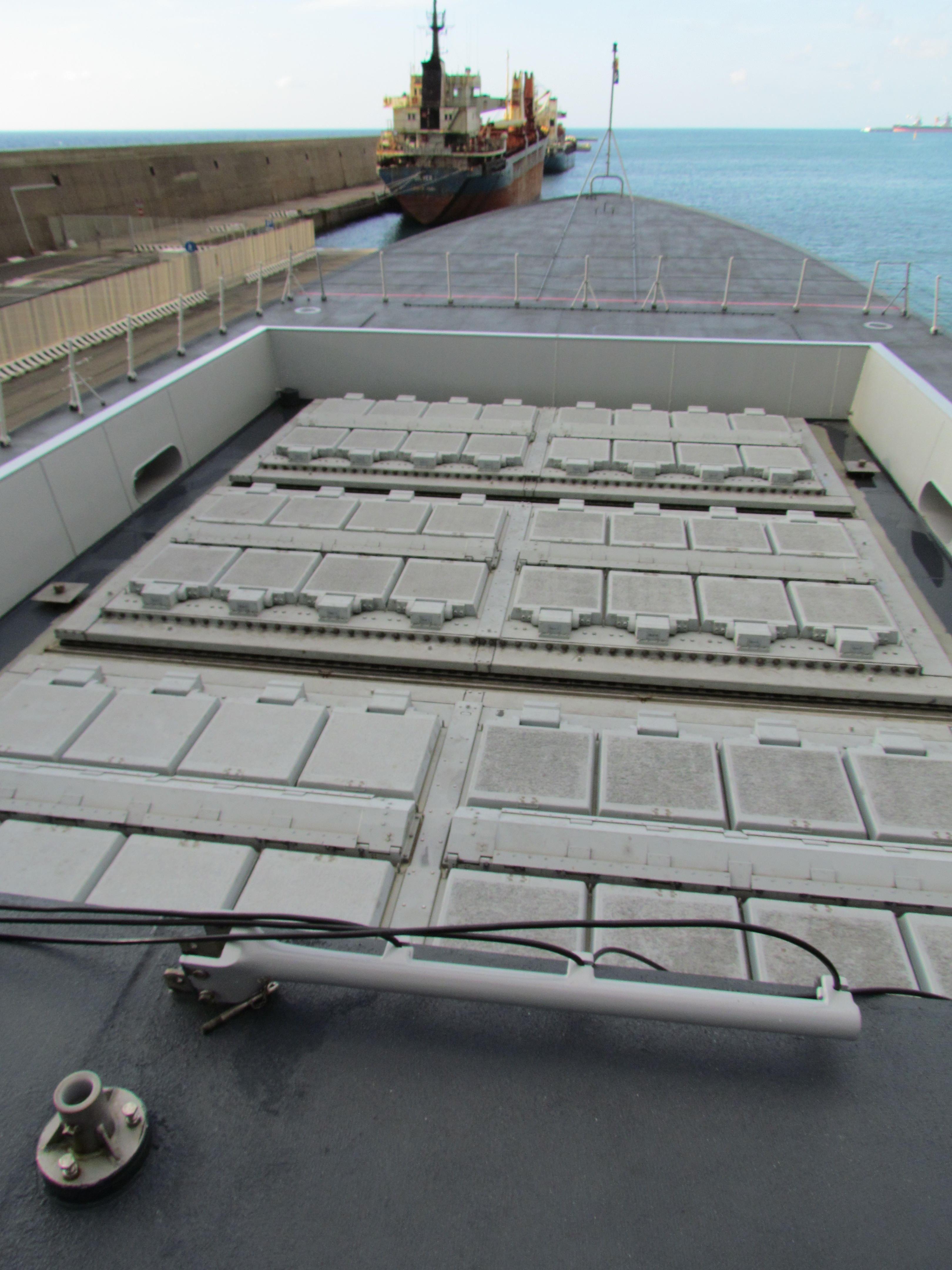
Sylver-VLS
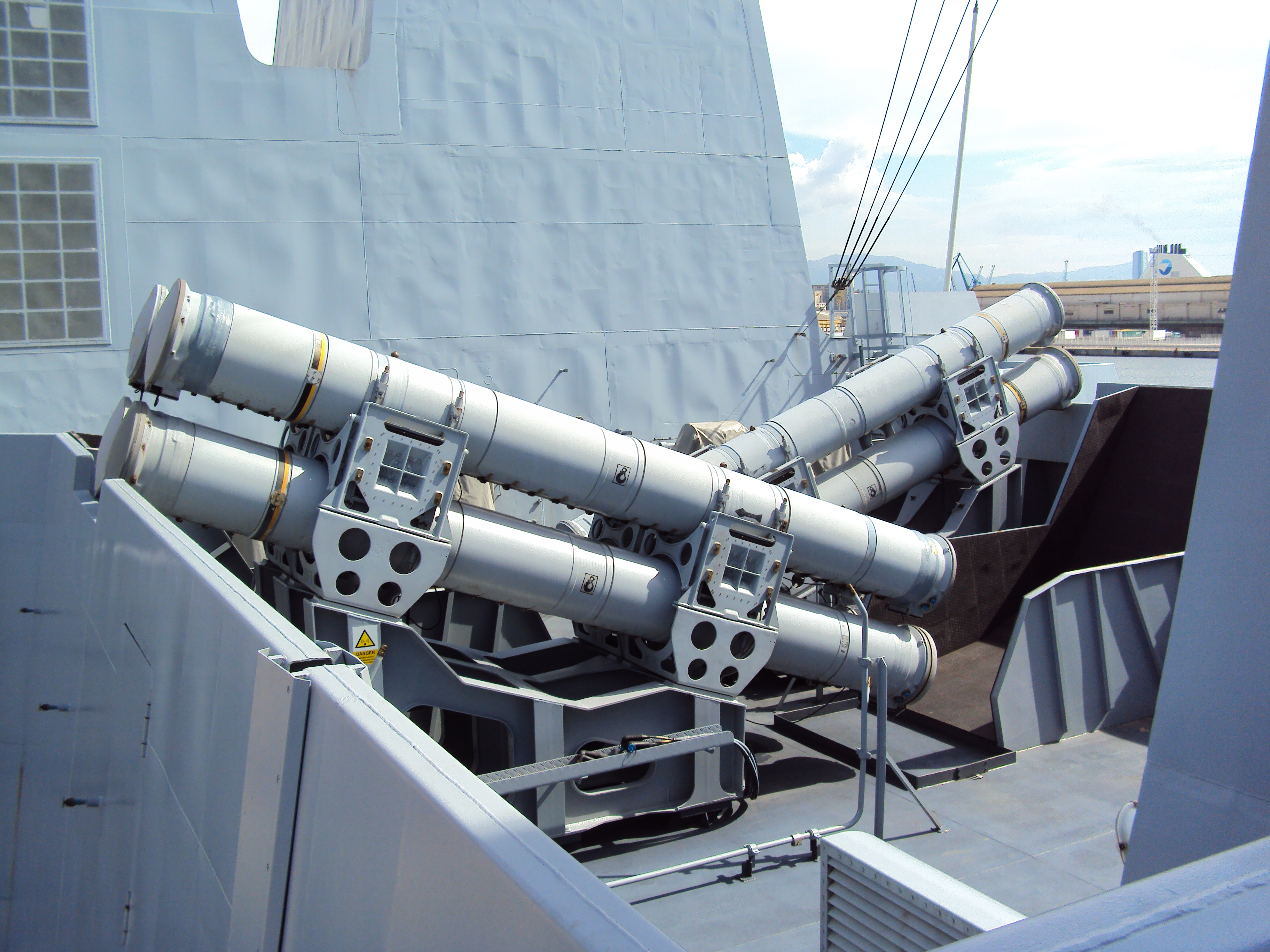
Exocet-lanceerinrichting
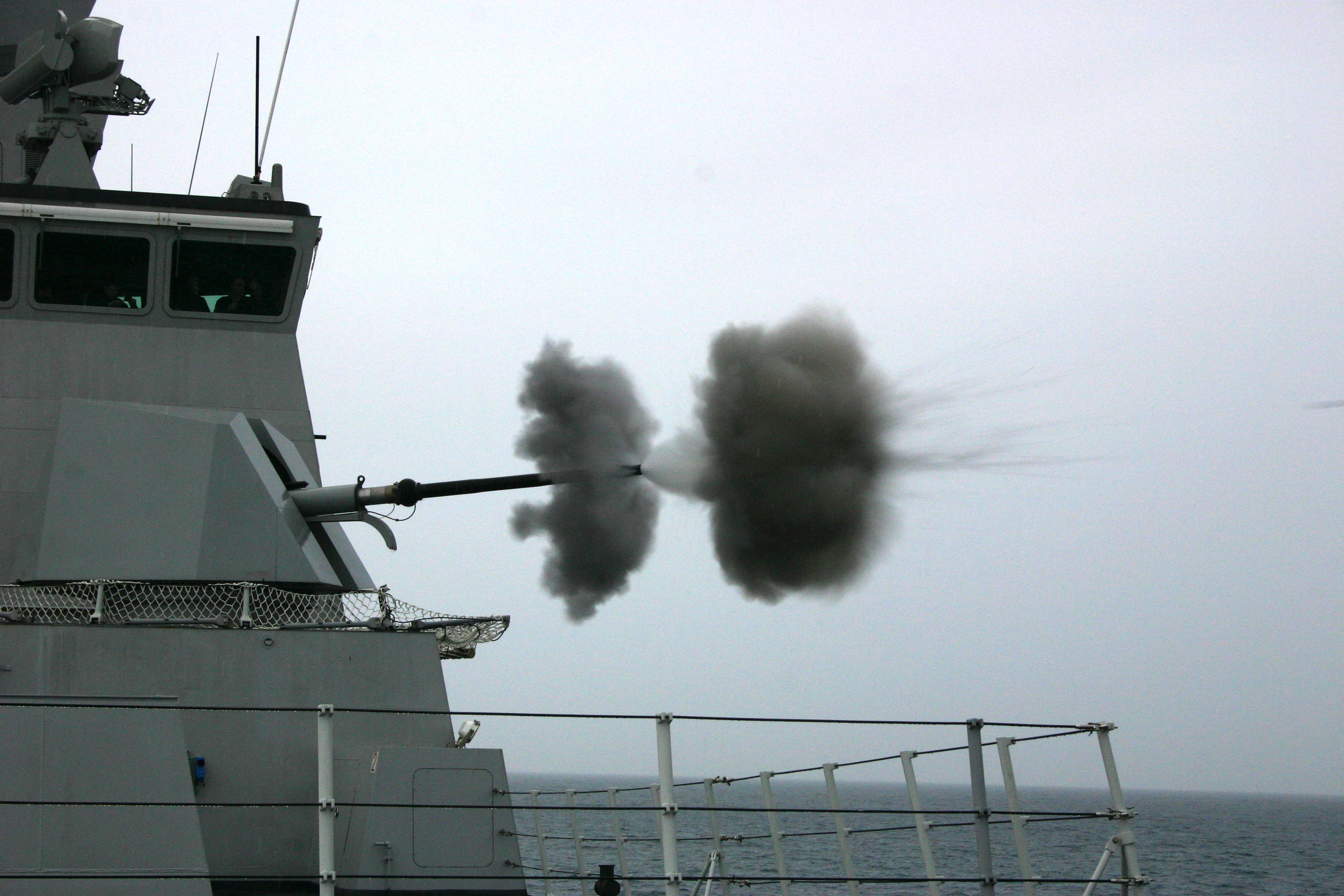
Oto Melara 76 mm Super Rapido
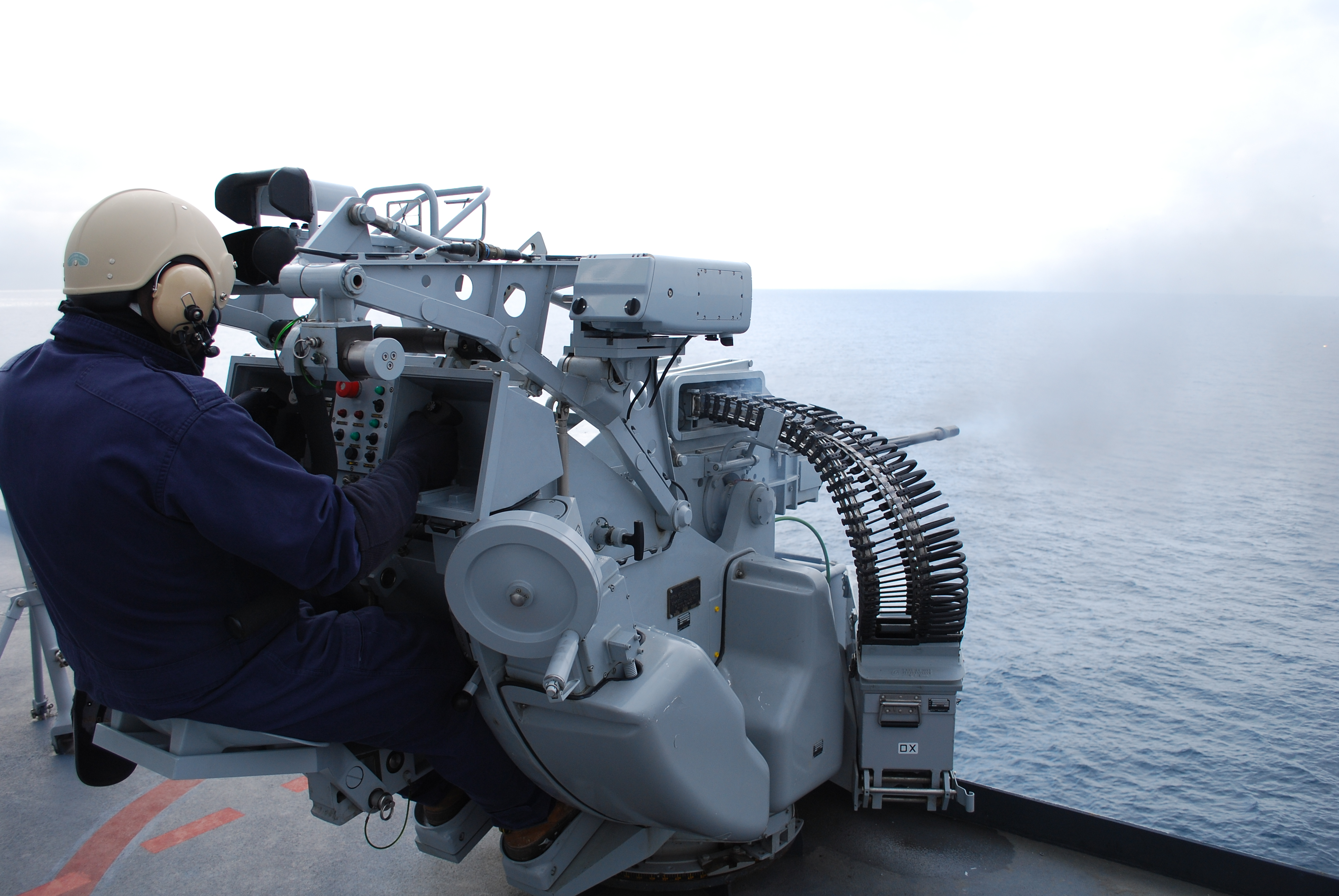
Oerlikon KBA 25 mm
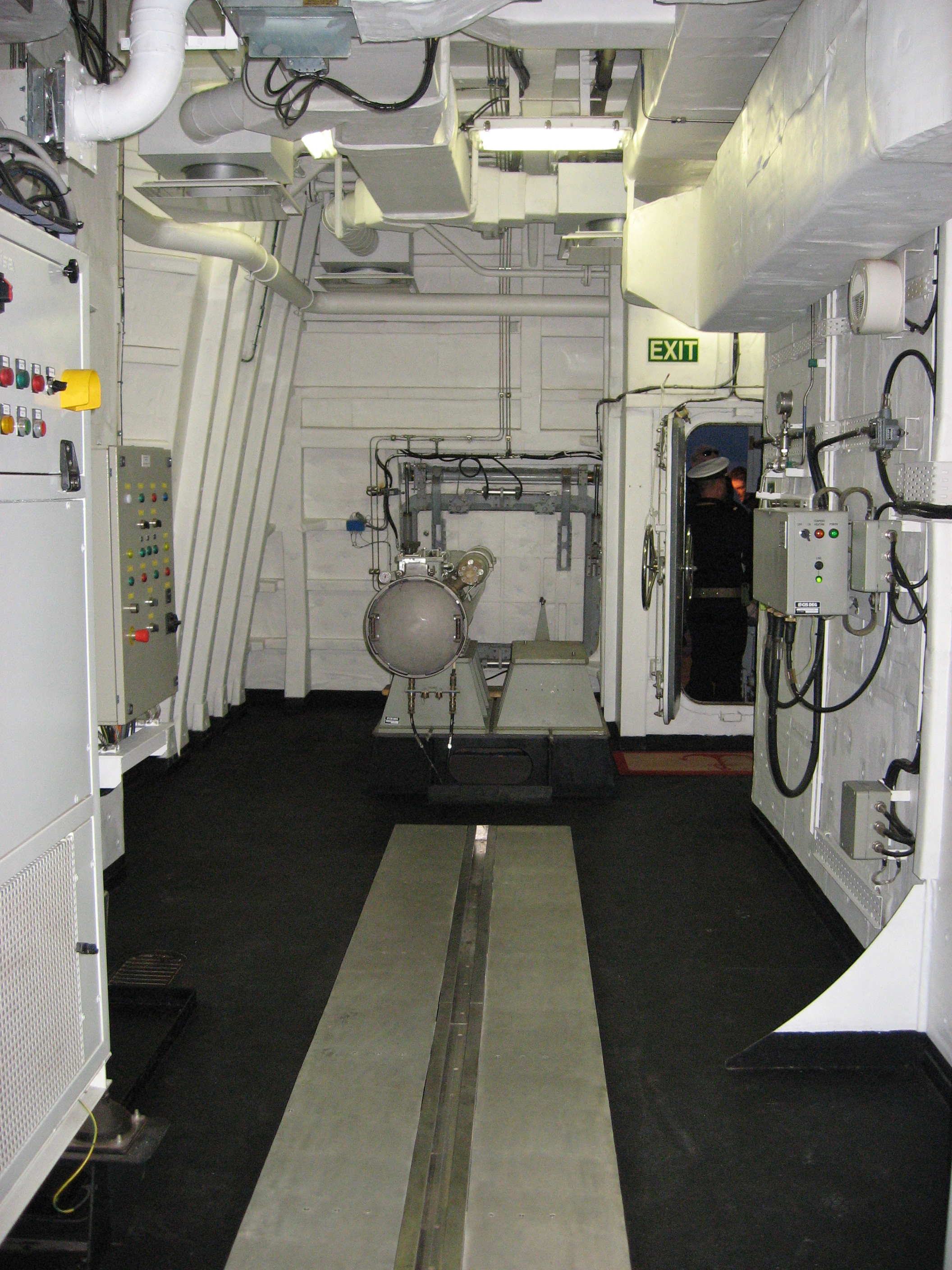
Torpedobuis
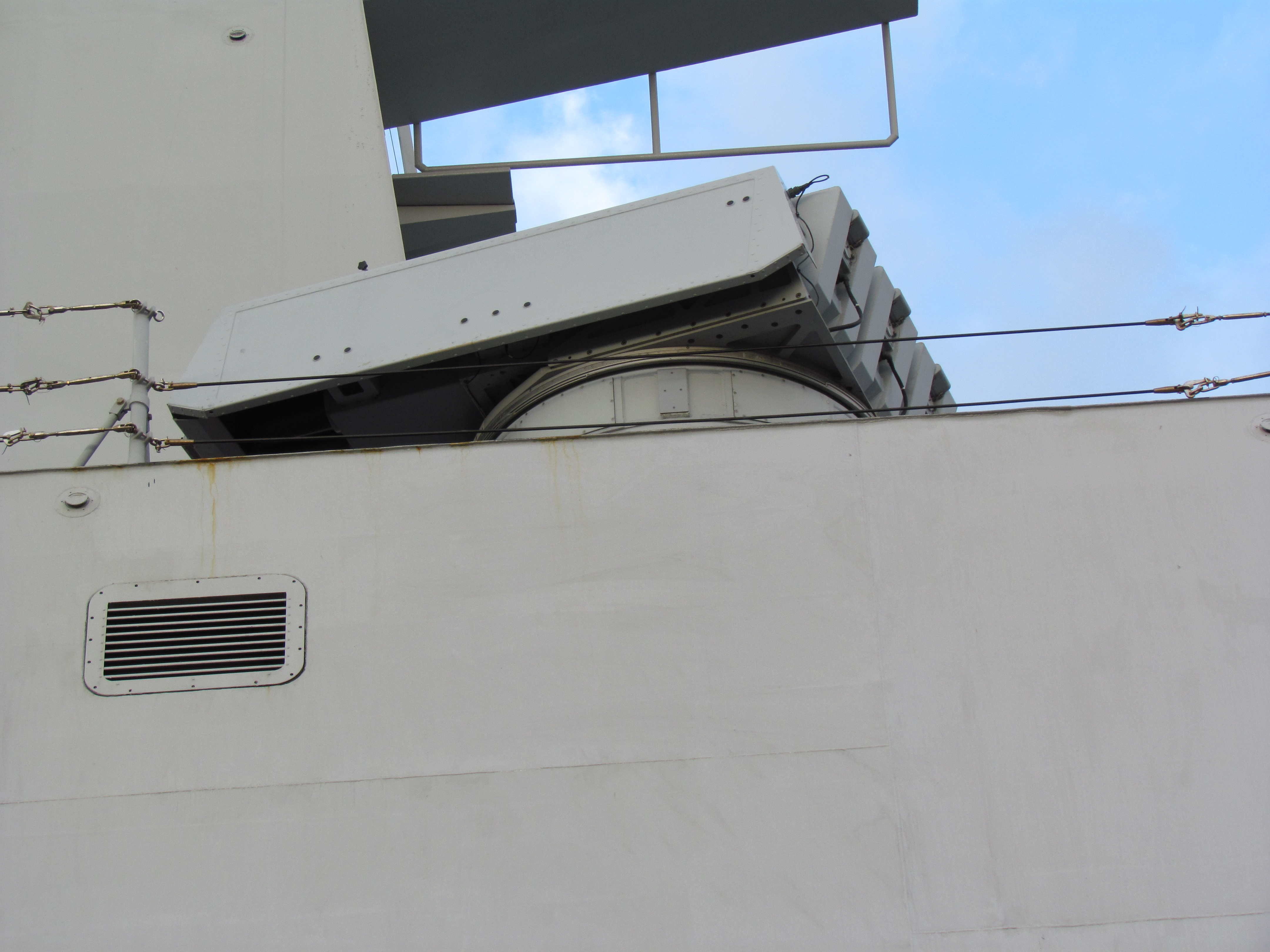
SLAT

## Aandrijving
De Horizonklasse-fregatten hebben een gecombineerde diesel of gas-aandrijving (CODOG) met twee scheepsschroeven. Twee 5875 pk-dieselmotoren van het Franse SEMT Pielstick worden – omdat het goedkoper is – gebruikt om lage snelheden aan te houden. Een constante snelheid van 18 knopen (33 km/h) geeft de schepen een maximaal bereik van 7000 zeemijl (13 000 km). Twee 31 280 pk-gasturbines van General Electric laten een topsnelheid van 29 knopen (54 km/h) toe.

## Eenheden
Voor de Franse marine werden twee horizonklassefregatten gebouwd, die deze van de Suffrenklasse vervingen. De Forbin (D620) werd tussen 2002 en 2005 gebouwd en in 2007 in dienst genomen. De Chevalier Paul (D621) werd van 2003 tot 2006 gebouwd en kwam in 2009 in dienst. Beide hebben Toulon als thuishaven. Frankrijk had oorspronkelijk nog twee eenheden willen bouwen om ook de Cassardklasse-fregatten te vervangen, maar later werd besloten die te vervangen door nieuwere FREMM-klasse-fregatten.
Voor de Italiaanse marine werden er ook twee gebouwd. Daar vervingen ze de Audaceklasse-raket-torpedobootjagers. De Andrea Doria (D 553) werd tussen 2002 en 2005 gebouwd en kwam in 2008 in dienst. De Caio Duilio (D 554) werd van 2003 tot 2007 gebouwd en werd in 2009 in dienst genomen. De Italiaanse schepen hebben La Spezia als thuishaven. Het prefix "D" in de identificatienummers wijst erop dat de schepen binnen de NAVO als torpedobootjagers ("D" van "destroyer") worden beschouwd.

Schema met de posities van de bewapening en de radars.
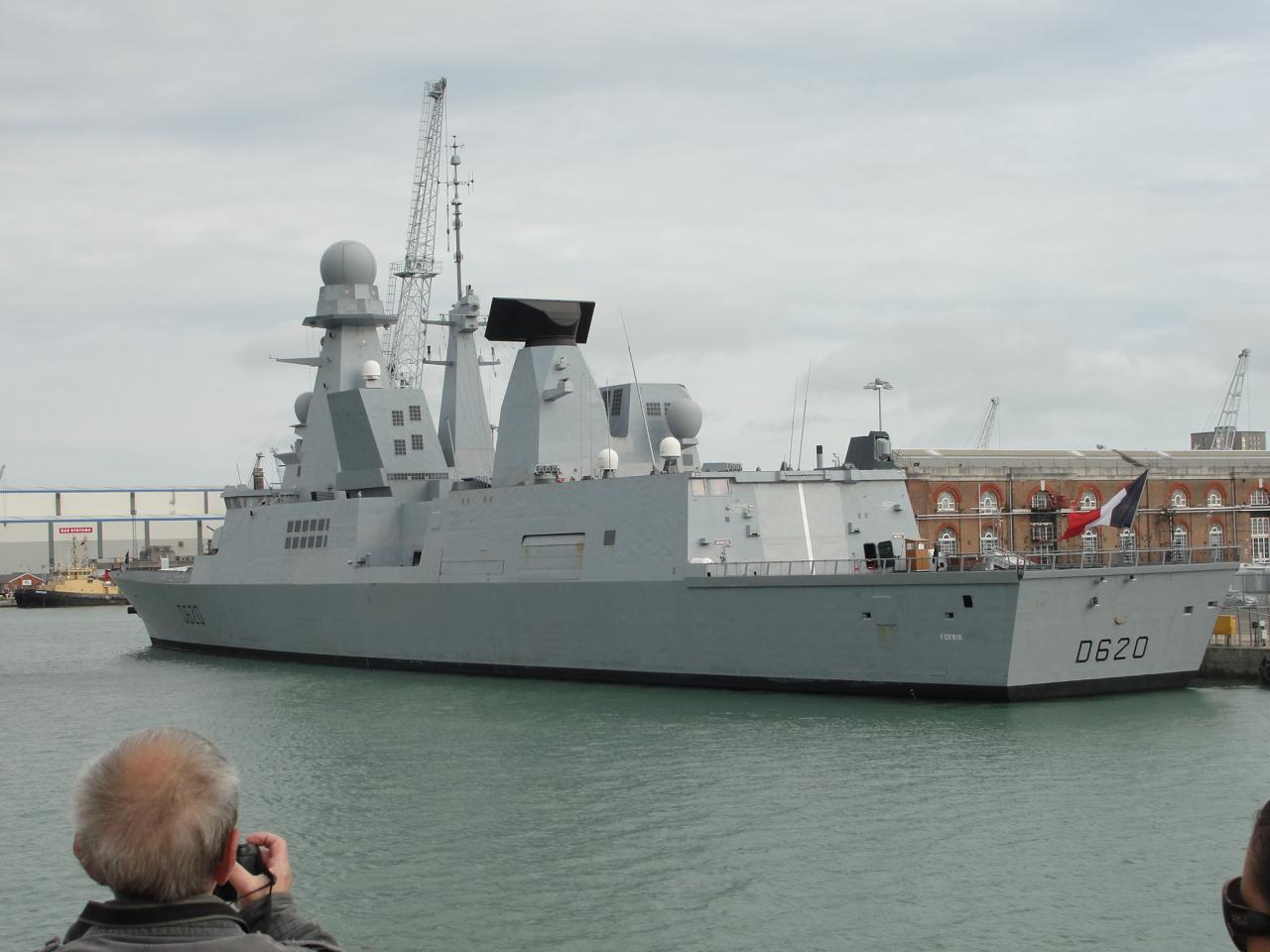
De Forbin op bezoek in het Britse Portsmouth.
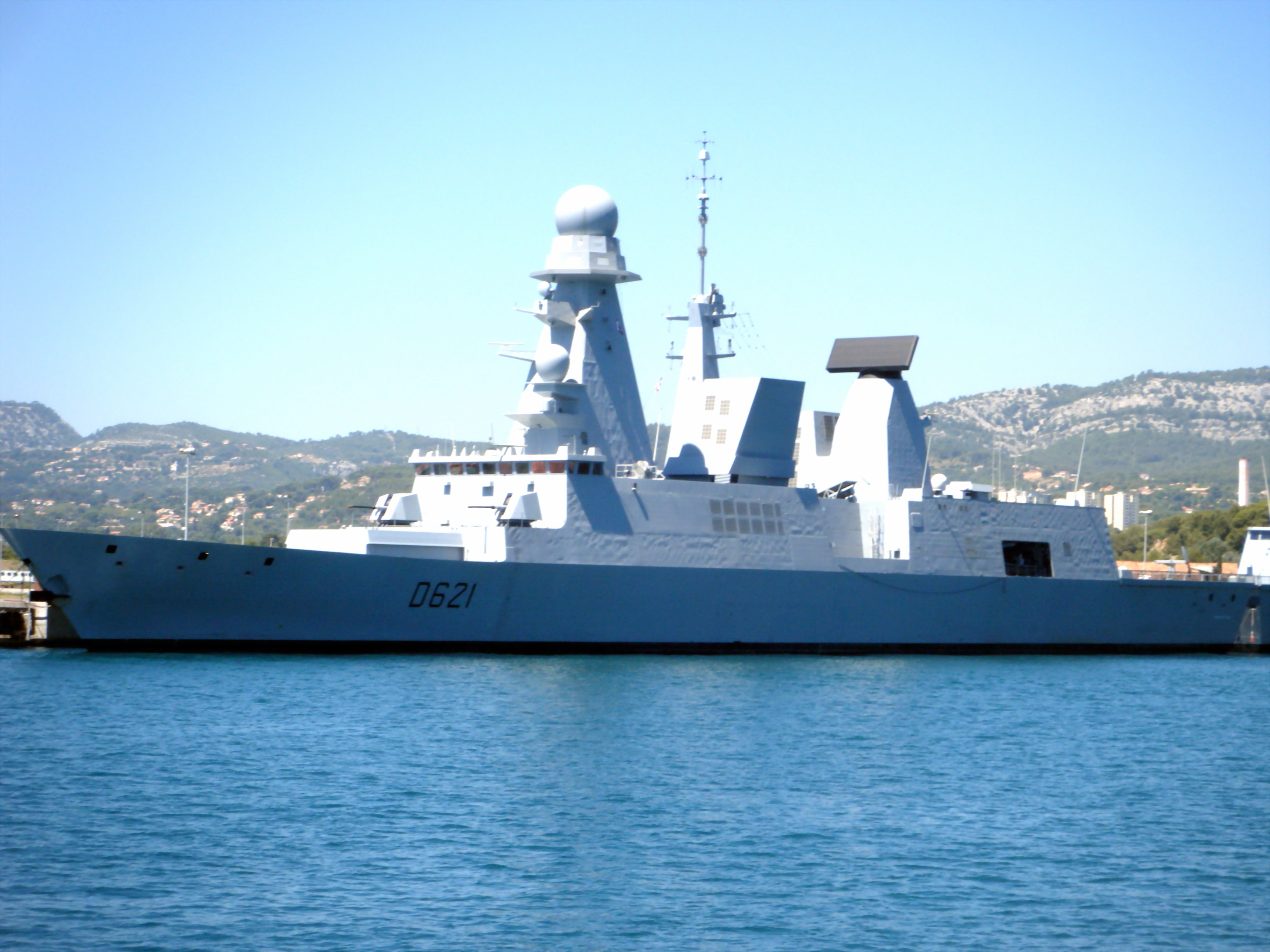
De Chevalier Paul in Toulon.
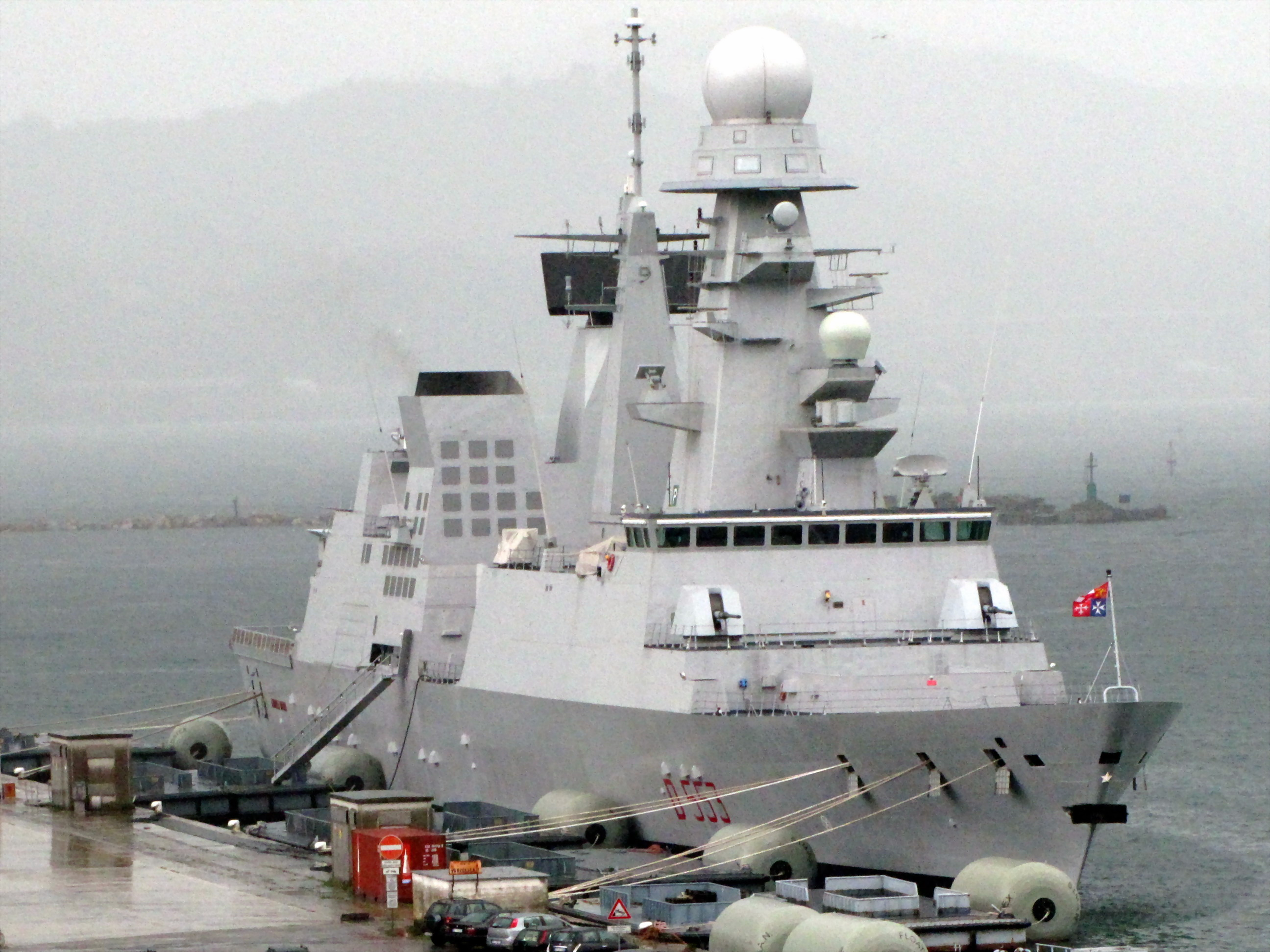
De Andrea Doria in aangemeert in thuisbasis La Spezia.
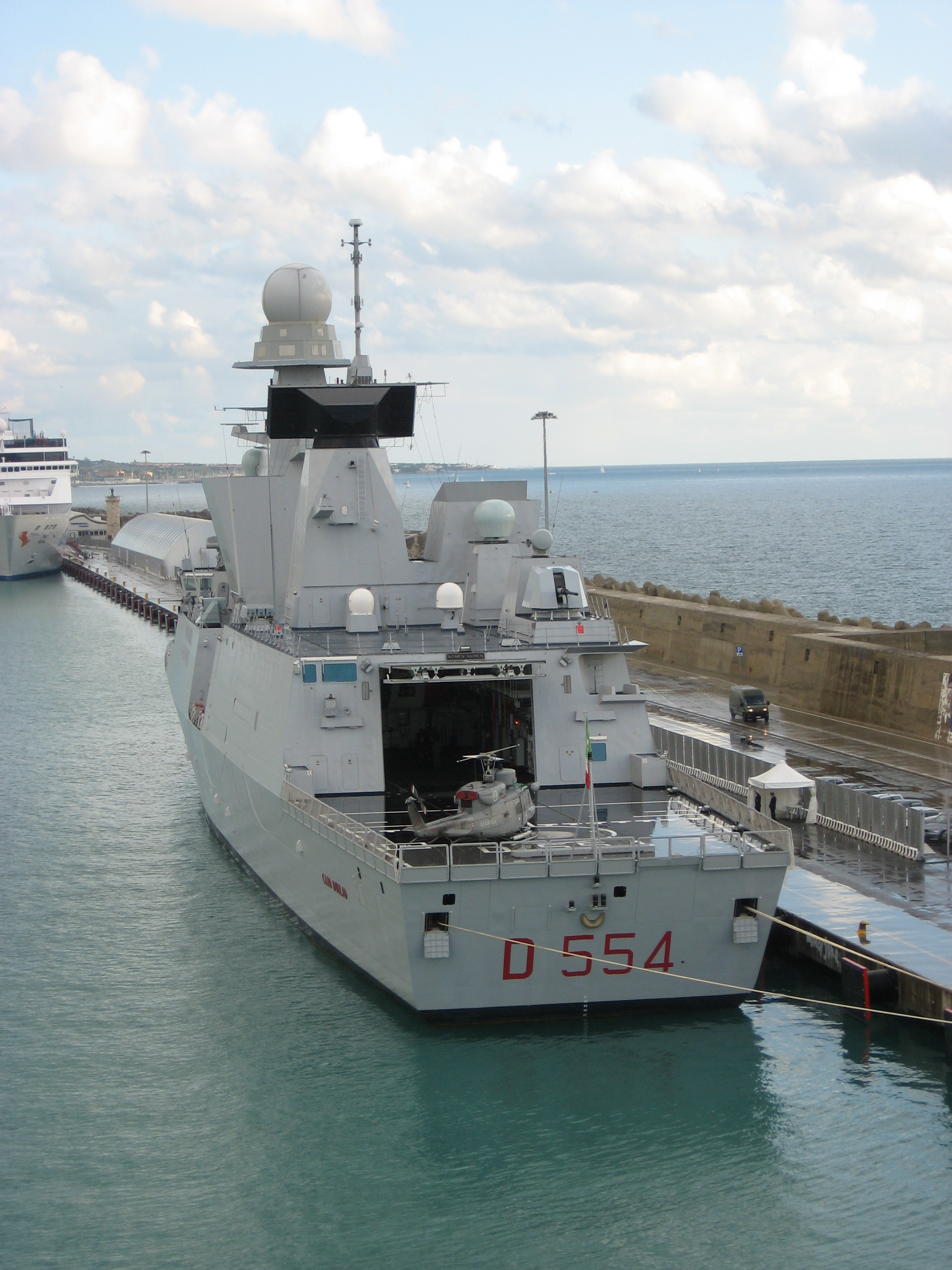
Het vliegdek met helikopter van de Caio Duilio. Boven de hangar is ook het derde 76 mm-kanon te zien.